# Hesychotypa bimaculata
Hesychotypa bimaculata är en skalbaggsart som beskrevs av Dillon 1945. Hesychotypa bimaculata ingår i släktet Hesychotypa och familjen långhorningar. Inga underarter finns listade i Catalogue of Life.